# Meunasah Keude
Meunasah Keude is een bestuurslaag in het regentschap Pidie Jaya van de provincie Atjeh, Indonesië. Meunasah Keude telt 2351 inwoners (volkstelling 2010).